# 1. FC Köln
1. FC Köln, är en fotbollsklubb i Köln i Tyskland.
Tidigare en av storklubbarna inom den tyska ligafotbollen. FC Köln vann den första upplagan av Bundesliga 1964 och hade under 1960-, 1970- och 1980-talen en räcka av tyska landslagsmän. Den internationellt mest kände av dessa torde vara mittfältsstrategen Wolfgang Overath.

## Historia

### Kölns storsatsning
Efter andra världskriget byggdes staden Köln upp igen och man ville även få fart på elitfotbollen i staden. Innan andra världskriget hade man haft stora planer och byggde Müngersdorfer Stadion för fotbollen men inget Kölnlag hade framgångar vad gäller tyska mästerskap. En satsning gjordes genom fusionen av Kölner BC och Sülz 07 varigenom 1. FC Köln skapades som stadens elitlag. Framgångarna kom snabbt för laget som hade sin största stjärna i landslagsmannen Hans Schäfer som var med i tre VM-slutspel och ingick i det västtyska lag som vann VM-guld 1954.

### Storhetstiden under 1960-talet
Klubben hade dominerat dåtidens regionala liga under 1950-talet och blev sedan tyska mästare för första gången 1962 i dåtidens cupavgörande mästerskap. Man var tidigt ute med heltidsproffs under en brytningstid mellan gamla tiders amatörism och framtidens proffs. 1964 kunde man efter en storsatsning säkra det andra guldet och var historiska första mästare i Bundesliga. Man dominerade i närområdet och lyckades knyta till sig nya blivande landslagsspelare och hade alltid ett slagkrafigt lag. Trots detta ansågs man underprestera då man inte alls dominerade senare utan fick se FC Bayern München och Borussia Mönchengladbach ta över taktpinnen under slutet av 1960-talet och under större delen av 1970-talet. 

### Dubbeln 1978
Klubben tog hem ligan återigen 1978 och man vann även tyska cupen samma år. Man nådde under den här tiden flera topplaceringar i ligan och cupen, men hade ofta svårt att nå riktigt ända fram. Flera av lagets spelare fanns med i Västtysklands VM-trupp 1978 där play-makern Heinz Flohe gjorde största avtryck. 1980 var målvakten Harald Schumacher och Bernd Cullmann med i EM-finalen då Västtyskland blev europamästare. Nya värvningar ägde rum i början av 1980-talet: Pierre Littbarski, engelske landslagsspelaren Tony Woodcock, Klaus Fischer och Klaus Allofs anslöt till laget som inte förmådde vinna ligan på nytt men väl cupen (1983) efter en historisk finalseger i ett cupderby mot SC Fortuna Köln. 1986 nådde man final i UEFA-cupen men efter storförlust i den första matchen kunde man inte vända hemma mot Real Madrid.

### 1983-1998: Från toppen till botten
Nya satsningar följde under 1980-talet där man bl.a. värvade de blivande världsmästarna Jürgen Kohler, Thomas Hässler, Bodo Illgner och Uwe Bein och man kom flera gånger tvåa i Bundesliga. En vändpunkt i klubbens historia anses av vissa vara friställningen av Christoph Daum sommaren 1990. Vid denna tidpunkt hade Köln precis kommit 2:a i Bundesligan efter Bayern München. Spelarna som Pierre Littbarski menar att laget var totalt överraskat och att spelarna stod bakom Daum men att tränaren hade blivit offer för en maktkamp mellan honom och styrelsen. Enligt vissa medlemmar i styrelsen tog Kölns ledning beslutet på egen hand. Tio år senare (när det hade blivit känt att Christoph Daum under en längre tid hade missbrukat kokain) påstod Artzinger-Bolten (1990 president i Köln) att Daum hade sparkats på grund av kokainrykten som hade funnits redan då.

### 1998–2017: Mellan Bundesliga och Zweite Bundesliga

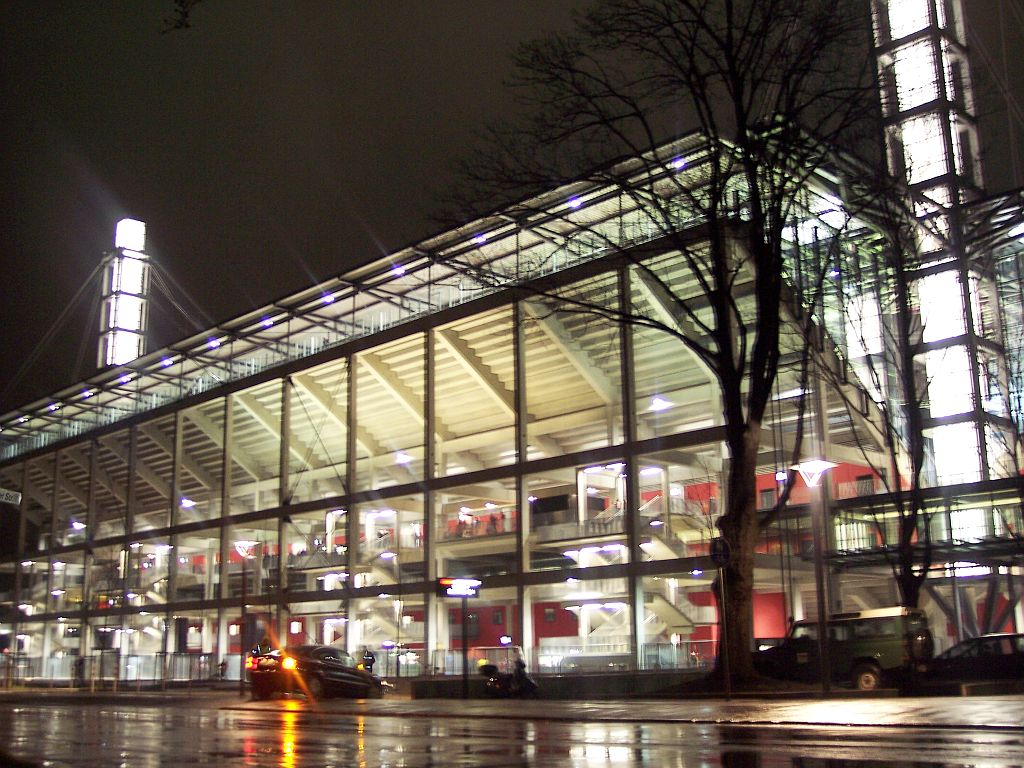
RheinEnergieStadion är en viktig del i klubbens nysatsning under senare år.

Efter att Christoph Daum hade blivit sparkad fick klubben allt större problem på 1990-talet och åkte ur Bundesliga för första gången 1998. Efter nedflyttningen följde flera år där klubben pendlade mellan Första och andra Bundesliga. Samtidigt har Bayer Leverkusen (bland annat genom sitt generösa stöd av läkemedelskoncernen Bayer) fått en alltmer dominerande ställning, till stort förtret för "FC-fansen" som ser Bayer Leverkusen som ett köpelag från förorten. Detta har medfört rivalitet mellan lagen med flera olika nidsidor på internet. 
Klubben åkte ur Bundesliga 2004 och tvingades ännu en gång satsa för att ta sig upp igen. Man engagerade Huub Stevens som tidigare haft stora framgångar i Schalke 04 och som ny president valdes under sommaren 2004 Kölns gamla storstjärna Wolfgang Overath. Klubben hade dessutom kvar flera spelare från Bundesliga med den största stjärnan i den unge landslagsspelaren Lukas Podolski. Köln lyckade under hårt favorittryck ta sig tillbaka till das Oberhaus våren 2005. Till säsongen 2005/2006 hade man åter en ny tränare, Uwe Rapolder, sedan Huub Stevens avgått av personliga skäl. Rapolder blev dock utan framgångar på posten som tränare och avgick efter en svag säsongsinledning. FC Köln hängde med hyggligt i inledningen av Bundesliga men blev sedan det stora strykgänget. Under schweizaren Hanspeter Latour förbättrades spelet och man hoppades in i det längsta på att klara kontraktet. Storstjärnan Lukas Podolski blev bättre och bättre i slutet och laget tog segrar som väckte hoppet om en ny säsong i Bundesliga - men Köln åkte ut. 2008 gick Köln åter upp i Bundesliga. 2012 åkte laget ur Bundesliga efter en 17:e plats. Med tränare Peter Stöger lyckades "Der FC" att gå upp i Bundesligan igen. Med Stöger nådde köln säsongen 2016/17 femte platsen vilket berättigade för spel i Europa League, för första gången på 24 år. Dock fick Stöger gå när Köln öppnade säsongen 2017/18 med 14 matcher utan seger.

## Maskoten Hennes

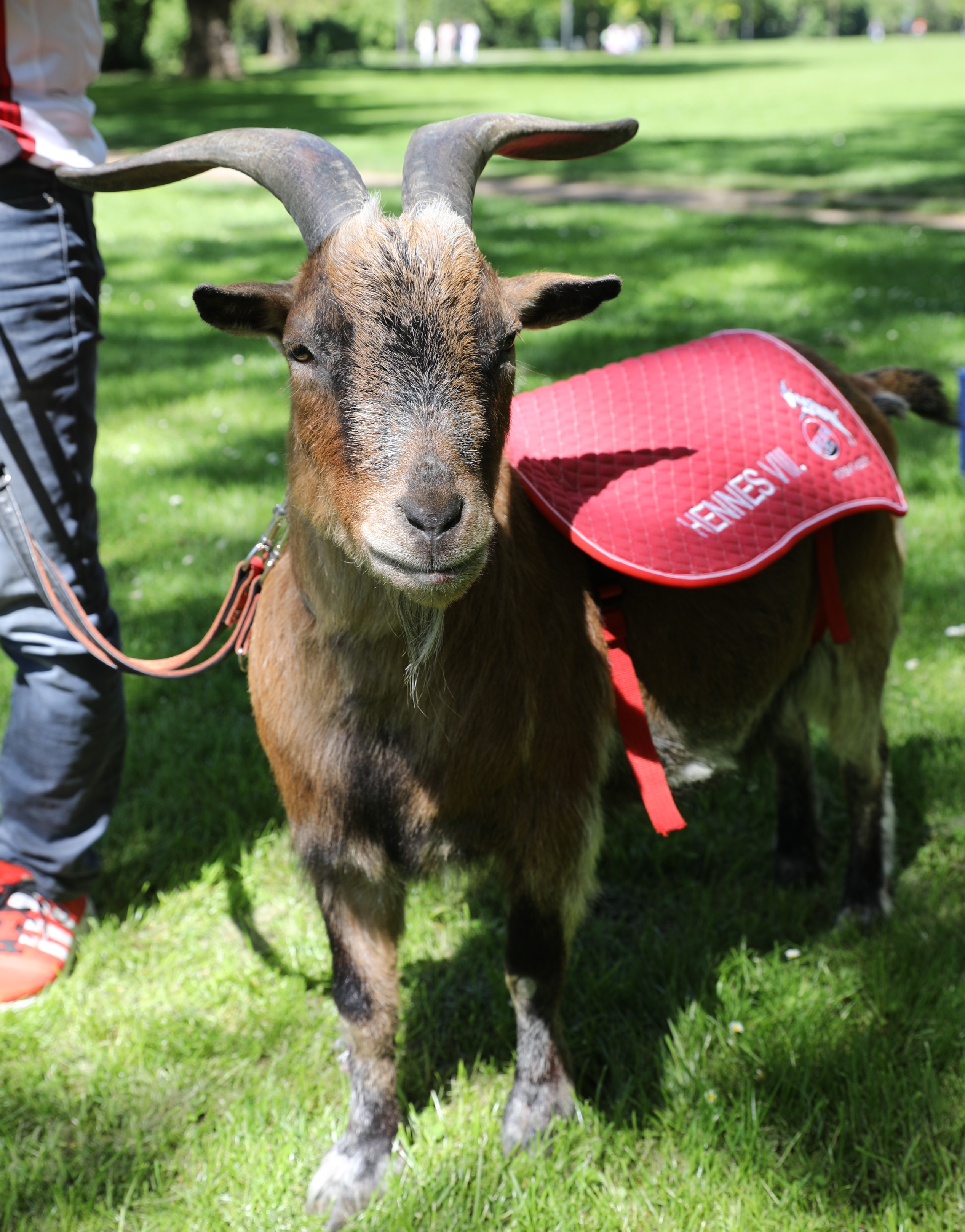
Hennes VIII. (2018)

FC Köln - "die Geissböcke" - har Tysklands och Bundesligas mest kända maskotar - geten Hennes. Den första Hennes blev maskot under 1950-talet och fick sitt namn efter tränaren Hennes Weisweiler som då var spelare och tränare. Han ledde senare Köln till dubbeln 1978. Idag är man inne på den åttonde Hennes - Hennes VIII. Tidigare bodde getterna hos en bonde utanför Köln men från och med sommaren 2014 bor aktuell get i Kölns zoo.

## Kuriosa
FC Kölns klubbhus, Geissbockheim, är ett av de mest kända inom den tyska fotbollen och byggdes under 1950-talet. Här firas klubbens framgångar tillsammans av fans och spelare. 
FC Köln hade från och med Västtysklands första VM-slutspel 1954 fram till 1996 alltid med spelare i Tysklands VM- och EM-trupper.

## Spelare

### Truppen
Korrekt per den 16 augusti 2022
| 1  | Tyskland | Timo Horn        | 12 maj 1993    | 1. FC Köln    |
| 20 | Tyskland | Marvin Schwäbe   | 25 april 1995  | Bröndby (-21) |
| 40 | Tyskland | Jonas Urbig      | 8 augusti 2003 | 1. FC Köln    |
| 44 | Tyskland | Matthias Köbbing | 28 maj 1997    | Homburg (-20) |

| 2  | Tyskland | Benno Schmitz     | 17 november 1994 | RB Leipzig (-18)      |
| 3  | Danmark  | Kristian Pedersen | 4 augusti 1994   | Birmingham City (-22) |
| 4  | Tyskland | Timo Hübers       | 20 juli 1996     | Hannover 96 (-21)     |
| 5  | Tyskland | Bright Arrey-Mbi  | 26 mars 2003     | Bayern München (-22)  |
| 14 | Tyskland | Jonas Hector      | 27 maj 1990      | Auersmacher (-10)     |
| 15 | Tyskland | Luca Kilian       | 1 september 1999 | Mainz (-21)           |
| 19 | Nigeria  | Kingsley Ehizibue | 25 maj 1995      | Zwolle (-19)          |
| 24 | Tyskland | Julian Chabot     | 12 februari 1998 | Sampdoria (-22)       |
| 48 | Tyskland | Georg Strauch     | 30 mars 2001     | 1. FC Köln            |

| 6  | Tyskland  | Eric Martel        | 29 april 2002   | RB Leipzig (-22)        |
| 7  | Österrike | Dejan Ljubičić     | 8 oktober 1997  | Rapid Wien (-21)        |
| 8  | Tyskland  | Denis Huseinbašić  | 3 juli 2001     | Kickers Offenbach (-22) |
| 11 | Österrike | Florian Kainz      | 24 oktober 1992 | Werder Bremen (-19)     |
| 17 | Tyskland  | Kingsley Schindler | 12 juli 1993    | Holstein Kiel (-19)     |
| 18 | Slovakien | Ondrej Duda        | 5 december 1994 | Hertha Berlin (-20)     |
| 28 | Tunisien  | Ellyes Skhiri      | 10 maj 1995     | Montpellier (-19)       |
| 29 | Tyskland  | Jan Thielmann      | 26 maj 2002     | 1. FC Köln              |
| 36 | Tyskland  | Niklas Hauptmann   | 27 juni 1996    | Dynamo Dresden (-18)    |
| 37 | Tyskland  | Linton Maina       | 23 juni 1999    | Hannover 96 (-22)       |
| 42 | Grekland  | Dimitrios Limnios  | 27 maj 1998     | PAOK (-20)              |
| 47 | Luxemburg | Mathias Olesen     | 21 mars 2001    | Eintracht Trier (-19)   |

| 9  | Sverige  | Sebastian Andersson | 15 juli 1991    | Union Berlin (-20)       |
| 13 | Tyskland | Mark Uth            | 24 augusti 1991 | Schalke 04 (-20)         |
| 21 | Tyskland | Steffen Tigges      | 31 juli 1998    | Borussia Dortmund (-22)  |
| 23 | Armenien | Sargis Adamyan      | 23 maj 1993     | Hoffenheim (-22)         |
| 25 | Tyskland | Tim Lemperle        | 5 februari 2002 | 1. FC Köln               |
| 33 | Tyskland | Florian Dietz       | 3 augusti 1998  | SpVgg Unterhaching (-20) |

### Utlånade spelare
| Nr | Land     | Pos | Namn                                            |
| -- | -------- | --- | ----------------------------------------------- |
|    | Tyskland | A   | Marvin Obuz (i Holstein Kiel till 30 juni 2023) |

| Nr | Land     | Pos | Namn                                            |
| -- | -------- | --- | ----------------------------------------------- |
|    | Tyskland | F   | Noah Katterbach (i Basel till 31 december 2022) |

### Kända spelare

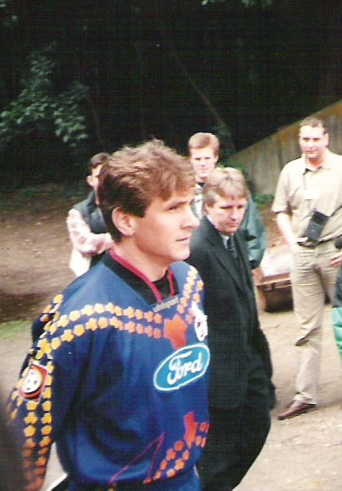
Bodo Illgner blev världsmästare 1990 och spelade för Köln åren 1983-1996.

- Rainer Bonhof
- Bernd Cullmann
- Klaus Fischer
- Thomas Hässler
- Bodo Illgner
- Jürgen Kohler
- Pierre Littbarski
- Hannes Löhr
- Dorinel Munteanu
- Yasuhiko Okudera
- Wolfgang Overath
- Lukas Podolski
- Toni Polster
- Helmut Rahn
- Michael Rensing
- Hans Schäfer
- Karl-Heinz Schnellinger
- Harald "Toni" Schumacher
- Bernd Schuster
- Wolfgang Weber
- Tony Woodcock
- Dieter Müller

## Svenskar i laget
- Benny Wendt
- Roger Magnusson
- Christer Fursth
- Mikael Ishak
- Sebastian Andersson